# Laila Raviolo
Laila Raviolo (Salto Grande (Santa Fe), 13 de enero de 2000) es una jugadora de baloncesto argentina que se desempeña en la posición de alera. A nivel de clubes se consagró campeona dos veces de la Liga Femenina de Básquetbol, mientras que fue convocada a la Selección femenina de baloncesto de Argentina, además de participar en distintas competencias (incluyendo un campeonato mundial) con sus divisiones juveniles.

## Biografía
Comenzó la práctica del deporte en el club Ben Hur de Rosario. Tras un paso por Unión Florida y Temperley de Buenos Aires, recaló en el Club Deportivo Berazategui, con el que en 2019 se consagró campeona metropolitana U19y de la Liga de Desarrollo Femenina, donde fue elegida jugadora más valiosa de la final tras anotar 20 puntos y captar 11 rebotes.El mismo año sumó minutos en el equipo mayor que se alzó con la Temporada 2019 de la Liga Femenina.La obtención de este trofeo le permitió a Berazategui disputar la Liga Sudamericana Femenina de Clubes de 2019, donde Raviolo disputó dos partidos.En 2020 Raviolo sufrió una lesión que la alejó de las canchas por diez meses y le impidió participar del comienzo de la temporada 2021 de la Liga Femenina,en la cual Berazategui se consagró nuevamente campeón, esta vez con una mayor presencia de Raviolo.Meses después participó nuevamente de la Liga Sudamericana de Clubes, disputando tres partidos con un promedio de 4.7 puntos por encuentro.

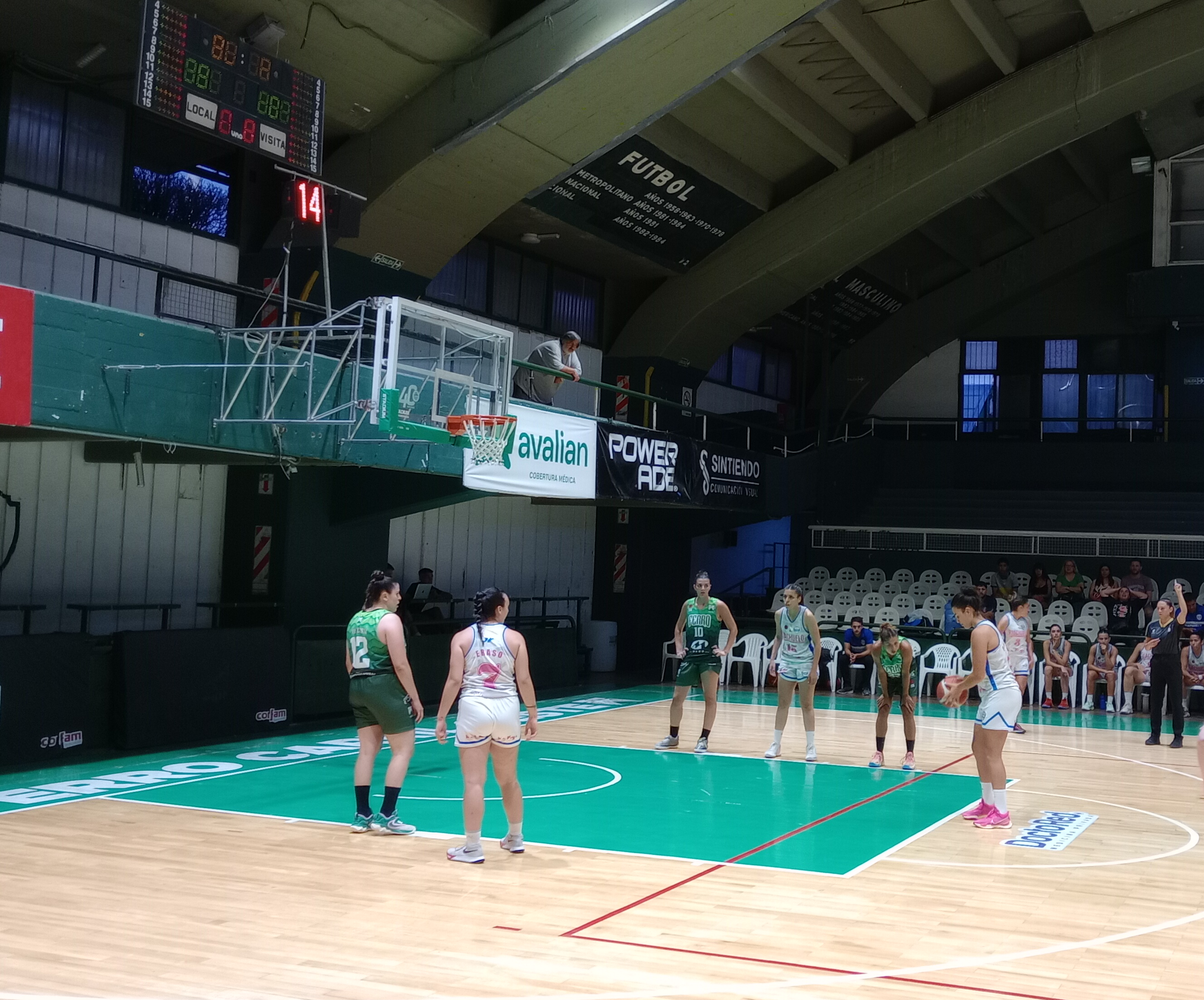
Raviolo a cargo de un tiro libre para Riachuelo en la temporada 2023/24

En 2022 fichó por el club uruguayo Yale, con el que logró el subcampeonato en la Copa de Plata, siendo señalada por la prensa como una de las figuras del equipo. Finalizado el torneo uruguayo se sumó al club santiagueño Ciclista Olímpico para disputar la Liga Femenina de Básquetbol 2022-23. Sobre el final del año se incorporó al Regatas de Lima peruano, con el que se consagró campeona de Liga.
La temporada siguiente vistió los colores del Club Atlético Riachuelo de la provincia de La Rioja, con el que llegó a las semifinales de conferencia en el torneo Apertura. En marzo de 2024 igualó el récord histórico de la competencia al anotar siete triples en un mismo partido, en un triunfo 91-76 ante Montmartre en el que anotó 26 puntos en total.Más tarde ese mismo año disputó la Liga Sudamericana con el Ambato Soldiers de Ecuador y se consagró campeona y jugadora más valiosa de la Liga Federal Femenina de Básquetbol con Independiente de Neuquén, marcando un promedio de 20 puntos, 7 rebotes, 4.6 asistencias y 2.3 robos por partido.En octubre de 2024 el club Deportivo Berazategui confirmó su incorporación al plantel para disputar la Liga Femenina de Básquetbol 2024-25.

## Selección nacional
Participó en las categorías formativas de la selección argentina. Disputó el campeonato sudamericano U15 en 2014, el FIBA Americas U16 en 2015, fue campeona en el Sudamericano U17 de 2017, participó en el FIBA Americas U18 en 2018 (tercer puesto) y en el Campeonato Mundial U19 de 2019.En 2018 compitió en los Juegos Suramericanos de Cochabamba, como parte de un plantel sub-18 que representó al país en baloncesto. En 2021 fue parte de la pre-convocatoria de mayores para la Americup 2021, pero finalmente no integró la selección final.El mismo año fue convocada para la preselección de la disciplina 3x3 que disputaría los Juegos Juveniles Panamericanos Cali-Valle 2021.

### Estadísticas
| Año  | Evento                       | PJ | PPP | RPP | APP | Eficiencia |
| ---- | ---------------------------- | -- | --- | --- | --- | ---------- |
| 2014 | Campeonato Sudamericano U15  | 3  | 2   | 1.3 | 0   | 2          |
| 2015 | Campeonato FIBA Americas U16 | 3  | 0   | 3   | 0.3 | 0.7        |
| 2017 | Campeonato Sudamericano U17  | 5  | 5   | 4.6 | 0.8 | 7          |
| 2018 | Campeonato FIBA Americas U18 | 6  | 4.5 | 2.3 | 0.8 | 3.7        |
| 2019 | Campeonato Mundial FIBA U19  | 7  | 0.4 | 1.4 | 0.3 | -0.6       |

## Vida personal
Su padre fue entrenador de baloncesto, su madre jugadora y su hermano practicó ese deporte desde los cinco años. Estudió Psicología en la Universidad Nacional de La Plata, lo que le permitió participar en la Universiada de 2021 junto a la delegación argentina.Publicó un libro llamado "(Un) Tiempo fuera", donde relató su experiencia en torno a dos fenómenos que la alejaron un tiempo de la práctica del deporte: la pandemia de COVID-19 y una lesión en la rodilla.

## Palmarés

### Clubes
- Campeona - Torneo Argentino U14 (Con Santa Fe)[26]
- Campeona - Liga Metropolitana U19 2019 (Con Deportivo Berazategui)
- Campeona - Liga de Desarrollo 2019 (Con Deportivo Berazategui)
- Campeona - Liga Femenina de Básquetbol 2019 (con Deportivo Berazategui)
- Campeona - Liga Femenina de Básquetbol 2021 (con Deportivo Berazategui)
- Subcampeona - Copa de Plata Uruguay 2022 (con Yale)
- Campeona - Liga 2023 (con Regatas de Lima)
- Campeona - Liga Federal Femenina 2024 (con Independiente de Neuquén)

### Selección nacional
- Campeona -  Sudamericano U17 de 2017
- Tercer puesto -  FIBA Americas U18 de 2018

### Distinciones individuales
- Jugadora más valiosa (MVP) de las finales - Liga de Desarrollo 2019 (Con Deportivo Berazategui)
- Jugadora más valiosa (MVP) de las finales - Liga Federal Femenina 2024 (con Independiente de Neuquén)